# Camgoo
Camgoo é um jogo eletrônico para computador onde se joga usando a própria Webcam, criado em 2004.